# Ring 3 Vest (Odense)
|  | Denne artikel beskriver en fremtidig begivenhed Denne artikel eller sektion handler om planlagt eller forventet fremtidig begivenhed. Der kan forekomme spekulativ information, og indholdet kan ændres dramatisk når begivenheden nærmer sig og mere information bliver tilgængelig. |

 For alternative betydninger, se Ring 3. (Se også artikler, som begynder med Ring 3)
Ring 3 Vest ofte benævnt ◯ 3 er en planlagt fire sporet ringvej, der skal gå vest om Odense. 
Vejen er ca. 7,5 km lang og skal gå fra Fynske Motorvej (E20) i syd og til Bogensevej i nord i det vestlige Odense. 
Undervejs krydser den Middelfartvej (sekundærrute 161) Rugårdsvej (sekundærrute 303), som begge har forbindelse til centrum. Ringvejen ender til sidst i Bogensevej (sekundærrute 311) ved Næsbyhoved-Broby.
Vejen skal være med til at lede den tunge trafik fra Fynske Motorvej og vest om Odense, uden om de mindre byveje som vil blive aflastet for trafik. 